# Haval H6S

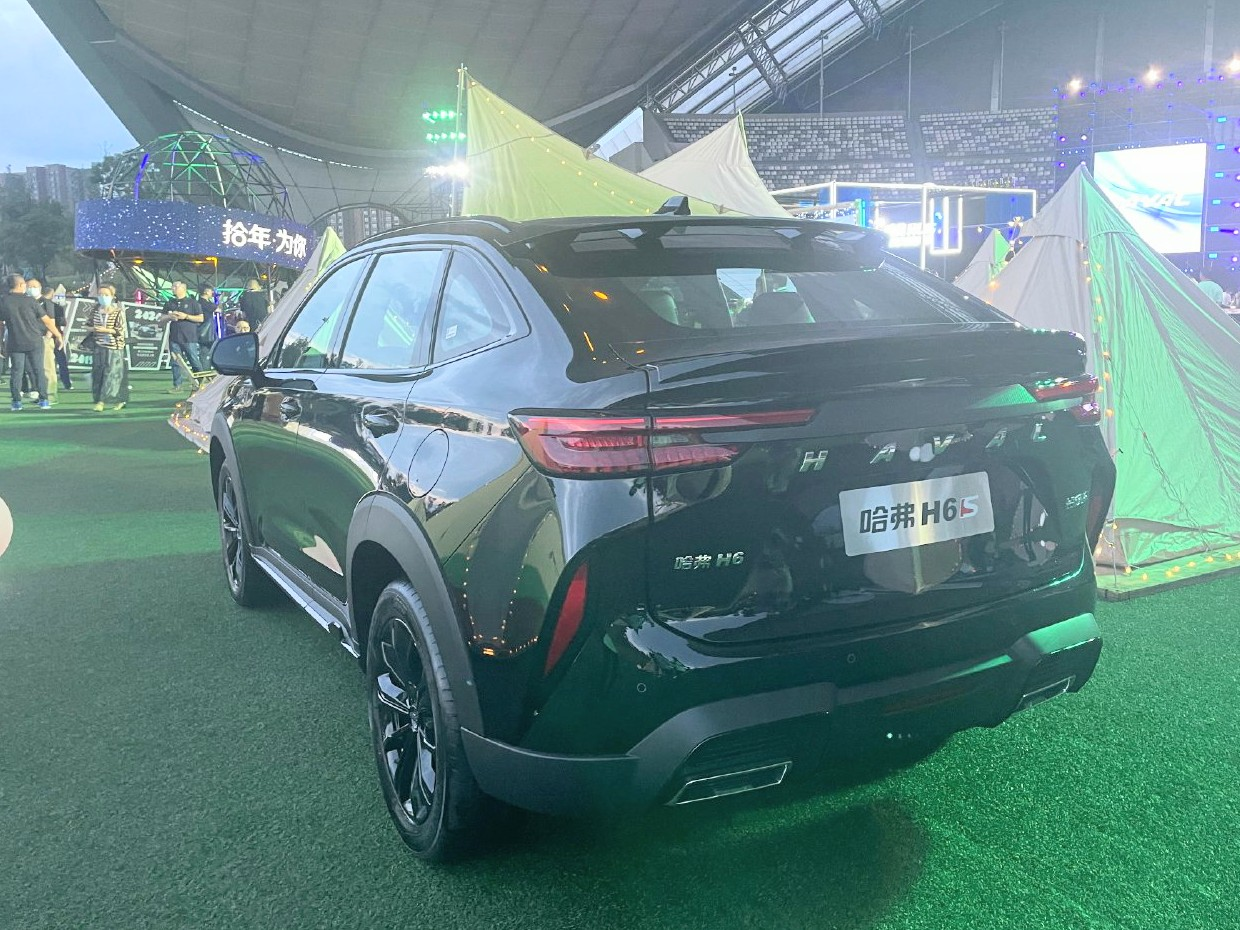
Heckansicht

Der Haval H6S ist ein als SUV-Coupé vermarktetes Fahrzeug der chinesischen Marke Haval, die zum Automobilhersteller Great Wall Motor gehört.

## Geschichte
Vorgestellt wurde das 4,73 Meter lange Fahrzeug auf Basis des Haval H6 der dritten Generation als Nachfolgemodell des Haval H6 Coupé im August 2021 anlässlich der Chengdu Auto Show. Die Markteinführung auf dem chinesischen Heimatmarkt erfolgte im Oktober 2021. Auf dem australischen Markt ist das Fahrzeug seit Juli 2022 erhältlich. Dort wird es als Haval H6 GT vermarktet. In Brasilien gibt es das Modell seit Mai 2023.
Die sogenannte Lemon-Plattform teilt sich das SUV mit dem Chulian oder dem Shenshou.

## Technische Daten
Antriebsseitig steht für den fünfsitzigen H6S entweder ein aufgeladener 2,0-Liter-Ottomotor mit maximal 155 kW (211 PS) oder ein Ottohybrid mit einer Systemleistung von 179 kW (243 PS) zur Verfügung. Der Benziner ist gegen Aufpreis auch mit Allradantrieb erhältlich. In Brasilien ist die Baureihe nur als Plug-in-Hybrid mit einer Systemleistung von 289 kW (393 PS) erhältlich.
|                                             | 2.0T                             | 2.0T                             | 1.5T DHT                                     | 1.5T PHEV                                    |
| Markt                                       | Australien                       | China                            | China                                        | Brasilien                                    |
| Bauzeitraum                                 | seit 07/2022                     | 10/2021–06/2024                  | 10/2021–06/2024                              | seit 05/2023                                 |
| Motorkenndaten                              |                                  |                                  |                                              |                                              |
| Motortyp                                    | R4-Ottomotor                     | R4-Ottomotor                     | R4-Ottomotor + Permanentmagnet-Synchronmotor | R4-Ottomotor + Permanentmagnet-Synchronmotor |
| Hubraum                                     | 1998 cm³                         | 1998 cm³                         | 1499 cm³                                     | 1499 cm³                                     |
| max. Leistung Verbrennungsmotor bei min−1   | 150 kW (204 PS) / 6000–6300      | 155 kW (211 PS) / 6000–6300      | 110 kW (150 PS) / 5500–6000                  | k. A.                                        |
| max. Leistung Elektromotor                  | —                                | —                                | 130 kW (177 PS)                              | k. A.                                        |
| max. Systemleistung                         | —                                | —                                | 179 kW (243 PS)                              | 289 kW (393 PS)                              |
| max. Drehmoment Verbrennungsmotor bei min−1 | 325 Nm / 1500–4000               | 320 Nm / 1500–4000               | 230 Nm / 1500–4000                           | k. A.                                        |
| max. Drehmoment Elektromotor                | —                                | —                                | 300 Nm                                       | k. A.                                        |
| max. Systemdrehmoment                       | —                                | —                                | 530 Nm                                       | 762 Nm                                       |
| Kraftübertragung                            |                                  |                                  |                                              |                                              |
| Antrieb, serienmäßig                        | Allradantrieb                    | Vorderradantrieb                 | Vorderradantrieb                             | Allradantrieb                                |
| Antrieb, optional                           | —                                | (Allradantrieb)                  | —                                            | —                                            |
| Getriebe                                    | 7-Stufen-Doppelkupplungsgetriebe | 7-Stufen-Doppelkupplungsgetriebe | 2-Gang-Hybridgetriebe                        | 2-Gang-Hybridgetriebe                        |
| Messwerte                                   |                                  |                                  |                                              |                                              |
| Höchstgeschwindigkeit                       | k. A.                            | 200 km/h (200 km/h)              | 175 km/h                                     | 180 km/h                                     |
| Beschleunigung, 0–100 km/h                  | k. A.                            | 6,8 s (6,8 s)                    | k. A.                                        | 4,8 s                                        |
| Kraftstoffverbrauch auf 100 km (kombiniert) | 8,4 l Super                      | 6,8 l Super (7,3 l Super)        | 4,9 l Super                                  | k. A.                                        |
| Tankinhalt                                  | 60 l                             | 61 l (60 l)                      | 61 l                                         | 55 l                                         |
| Lithium-Ionen-Akkumulator                   | —                                | —                                | 1,69 kWh                                     | 34 kWh                                       |
| Abgasnorm                                   | k. A.                            | China VI                         | China VI                                     | k. A.                                        |